# جيمس ستيفنسون
جيمس ستيفنسون (بالإنجليزية: James Stephenson)‏ هو سياسي أمريكي، ولد في 20 مارس 1764 في الولايات المتحدة، وتوفي في 7 أغسطس 1833 في نفس البلد. حزبياً، نشط في الحزب الفيدرالي الأمريكي. وقد انتخب عضو مجلس نواب الولايات المتحدة عن ولاية فرجينيا وانتخب عضو مجلس النواب الأمريكي.